# 젠더 트러블
《젠더 트러블: 페미니즘과 정체성의 전복》(영어: Gender Trouble: Feminism and the Subversion of Identity)은 철학자 주디스 버틀러가 저술한 책이다. 이 책에서 버틀러는 젠더는 즉흥적 수행(improvised performance)의 일종이라고 주장한다. 여성주의, 여성학, 레즈비언학, 게이학, 퀴어 이론에 영향을 미쳤다. 젠더에 대한 버틀러의 이론은 1990년대 퀴어 이론과 반체제적인 성적 실천의 발전의 기반이 된 것으로 이해되었다.  

## 내용
버틀러는 정치와 언어에서 대변을 필요로 하는 정체성과 주체가 존재한다는 여성주의 이론의 중심 가정을 비판한다. 버틀러에게 여성들과 여성은 계급, 민족, 성으로 뒤얽힌 결함이 많은 범주이다. 더 나아가 이러한 용어에 의해 가정되는 일반성은 가부장제의 일반성과 그 궤를 같이하며, 구별되는 시기와 장소에서의 억압의 특수성을 제거한다. 버틀러는 정체성과 젠더라는 기반을 비판하는 새로운, 연립의 여성주의를 지향하며 정체성 정치(identity politics)를 삼가한다. 버틀러는 또한 섹스는 생물학적이며, 젠더는 문화적으로 구성된다는 독자가 가진 섹스와 젠더의 사이에서 만들어진 구별에 대한 가정에 도전한다. 버틀러는 이러한 구별은 여성주의의 통일된 주제에 분열을 도입하고, 또한 이러한 구별은 실패했다고 주장한다. 유성(有性)의 몸은 젠더 없이는 표현될 수 없으므로, 담론과 문화적 부과 이전에 섹스의 존재는 젠더가 작동한 효과일 뿐이다. 즉, 섹스와 젠더는 모두 구성된 것이다.

## 한국어 번역
- 조현준 역, 《젠더 트러블: 페미니즘과 정체성의 전복》, 문학동네, 2008년 12월 12일, ISBN 9788954607360.

## 같이 보기
- 여성주의 철학
- 제3세대 여성주의